# パラサイト・イヴ
『パラサイト・イヴ』は、瀬名秀明のデビュー作となったホラー小説。第2回日本ホラー小説大賞受賞。

## 概要
ミトコンドリア遺伝子の反乱を描いたSFホラー作品である。著者が、大学院博士課程（東北大学薬学部）に在籍する研究者だったことでも話題になった。
著者が大学・大学院生活を送っていた仙台市にある東北大学薬学部や医学部、およびその周辺などが情景として描き出されている。ただし、小説の舞台は明確に仙台市とはなっていない。
単行本と文庫本を合わせた発行部数は100万部を突破している。
受賞直後の1995年には「角川ドラマルネッサンス」（ファンタジーワールド内。TBSラジオ）としてラジオドラマ化された。発表直後でもあり、原作に沿った内容だった。ラジオドラマはその後、CDとして発売された。
1997年には実写映画化された。大筋では原作どおりのストーリー展開ではあったが、ラブストーリーの要素が加えられ、ラストの展開が異なるものとなった。
また、1998年にはプレイステーション用RPG『パラサイト・イヴ』がスクウェアより発売された。ゲームは小説をベースにして舞台をニューヨークへと移し、当時最先端の美麗なCGと音楽が話題となり、ゲームの第1・2作で全世界300万本以上を出荷した。『パラサイト・イヴ2』は1999年に発売され、3作目の『ザ・サード バースデイ』は2010年にスクウェア・エニックスより発売された。

## あらすじ
現代において、高度に脳が発達して、「遺伝子の支配」から離れたかのように見えるヒト。しかし、太古の昔に存在した利己的遺伝子である「イヴ」が、生物に寄生（パラサイト）して何億年も生き延びていた。
優秀な生化学者であった永島は、最愛の妻・聖美の事故死という現実を受け入れられず、生前にドナー登録をしていた聖美の肝臓から手に入れた肝細胞に「Eve1」と名付け、ラボにこもりきりになり、人が変わったかのようにEve1を培養し始める。Eve1は驚くべき早さで増殖し、ついには自力で培養槽を抜けだし、増殖の増進剤を手に入れようとする。そしてその瞬間に偶然居合わせた、永島の教え子の朝倉佐知子の体を乗っ取ってしまう。
朝倉に乗り移ったEve1は、学会の講演にてミトコンドリアの人間界への進出を宣言し、会場を焼き払い大学へ逃亡。永島はそれを追うが、Eve1に誘惑され、精子を奪われてしまう。
Eve1は、聖美の腎臓を移植された少女・麻理子の体と永島の精子を用いて、「完全な生命体」を誕生させようと画策していた。病院にて麻理子を襲い、受精卵を植え付けることに成功する。
永島、吉住、麻理子の父が駆けつけた時には、既に完全生命体・イヴは生まれ、人々に対する攻撃を始める。身を挺して事態を食い止めんとした永島の犠牲により、イヴは消滅して脅威は去った。全てが終わった後、研究室から「Eve」のラベルがつけられた試験管が発見され、朝倉は「人の中にミトコンドリアが存在する以上、イヴの反乱がいずれまたどこかで起き得るのではないか」という懸念を胸に抱きつつ、それを廃棄するのだった。

## 書籍情報
- 単行本：1995年4月24日発売[1]、角川書店、ISBN 978-4-04-872862-1
- 文庫本：1996年12月7日発売[4]、角川ホラー文庫、ISBN 978-4-04-340501-5
- 文庫本：2007年1月30日発売[5]、新潮文庫、ISBN 978-4-10-121434-4

## 映画版
1997年2月1日に東宝系で公開された日本映画。監督は、当時共同テレビのディレクターだった落合正幸。

ストーリーの大筋は原作を踏襲しつつも、ホラーというより切ないラブストーリーの要素が強い。また、ラストシーンの展開も原作とは異なる。

### キャスト
- 永島利明：三上博史
- 永島聖美 / Eve1：葉月里緒菜
- 吉住貴嗣：別所哲也
- 朝倉佐知子：中嶋朋子
- 大野達郎：稲垣吾郎
- 安斉麻理子：大村彩子
- 安斉重徳：深水三章
- 石原睦男：三谷昇
- 片岡茂：河原崎建三
- 小田切悦子：萬田久子
- 清水学：渡辺いっけい
- 司会者：大杉漣
- 女子研究生：木村多江
- 泉田珠華、ただのあっ子、春木みさよ、佐伯伽耶　ほか

### スタッフ
- 監督：落合正幸
- 脚本：君塚良一
- 音楽：久石譲
- 撮影：柴崎幸三
- 照明：吉角荘介
- 録音：山方浩
- 美術：柳川和央
- 装飾：岸田洋治
- 編集：深沢佳文
- 助監督：佐藤陸夫、初山恭洋、松川貴志、川村直紀、宮内貴子、高丸雅隆
- プロダクションマネージャー：羽田文彦
- 制作担当：牧義寛
- 音響効果：斎藤昌利
- 音響協力：志田博英
- CG：フジテレビCGセンター
  - モニターCGデザイナー：深井誠之
- VFX：リンクス、白組、ローカスト、フォトロン、ソフトイマージュ、インターグラフ、IMAGICA、CSK Image Craft
  - VFXデザイナー：山崎貴
- スペシャルエフェクトスーパーバイザー：和田卓也
- スペシャルメイクアップスーパーバイザー：松井祐一
- 操演：テイクワン（小林正巳、神尾悦郎、宮田義三）
- スタント：スーパーアクションメガシステム（下崎憲治、釼持誠、辻井啓伺、高野弘樹）
- 現像：IMAGICA
- スタジオ：大映スタジオ、府中多摩スタジオ、日活撮影所
- MA：にっかつスタジオセンター
- 宣伝：保原賢一郎、市川南、西野尾貞明、鈴木智恵子、田中久恵
- 製作者：村上光一、川合多喜夫
- 製作統括：重村一、久板順一朗、松下千秋、阿部忠道、宍戸健司、阿部秀司
- プロデューサー：小牧次郎、大川裕、堀部徹
- アシスタント・プロデューサー：関口大輔
- ラインプロデューサー：安藤親広
- 協力プロデューサー：遠藤龍之介、上木則安、内山浩昭、菊池信夫
- 製作協力：ROBOT
- 製作：フジテレビ、角川書店

## 漫画版
しかくのにより漫画化された。映画版を中心とした設定だが、独自の設定も追加されている。全1巻。
- ISBN 978-4048529068

## ラジオドラマ版
1995年10月10日から12月8日にTBSラジオ『ファンタジーワールド』内「角川ドラマルネッサンス」（毎週月 - 金、24:00 - 24:10）にて、5 - 10分程のドラマが放送された。全44話。
放送後に『ホラーCDコレクション、パラサイト・イヴ』として発売された。角川書店は書籍流通を使って、ハードカバーを模した装丁のCDブックとして上下巻構成で販売。ミトコンドリアに関する図説やシナリオを掲載したブックレットが付属（ケースの表紙部分に直接糊付される形でくっついている）。ポリスターは既存のCD流通を利用した販路で全2巻を発売。こちらのパッケージは4枚のCDを収納できるタイプのケースを利用していた。角川版上下巻・ポリスター版全2巻共に各巻CD3枚構成で、収録内容も同一である。
- 角川書店版 - 上巻：平成8年4月25日発行、下巻：平成8年5月24日初版発行
- ポリスター版 - 第1巻；平成8(1996)年4月25日発売、第2巻：平成8(1996)年5月25日発売

1995　瀬名秀明/角川書店・ポリスター

### キャスト
- 長島利明：難波圭一
- 長島聖美：天野由梨
- 朝倉佐知子：新山志保
- 安斉麻理子：丹下桜
- 安斉重徳：納谷六朗
- 吉住貴嗣：森功至
- 織田あずさ：山崎和佳奈
- 篠原訓夫：磯部弘
- 石原教授：遠藤武
- 聖美の父：田中亮一
- 聖美の母：中友子
- イヴ：榊原良子

### 製作スタッフ
- プロデューサー：高梨由美子/浅沼一郎/大川裕
- 原作：瀬名秀明
- 脚本：吉田玲子
- 演出：佐藤司
- 音響製作：青二プロダクション
- 音響製作協力：ファブリック
- 音楽：佐藤ヨシユキ
- 効果：東京サウンズアート
- 録音スタジオ：アバコスタジオ（名倉靖）
- 編集スタジオ：アドバルンスタジオ
- 進行：野村美香
- 音響プロデューサー：奥山六郎
- マスタリング：瀧口博達（JVCマスタリングセンター）
- ジャケットデザイン：スタジオWOW！
- 写真提供：メリディアン　インスツルメンツ　ファーイースト株式会社
- カバーグラフィック：東幸央

### 各話リスト
- 第一話「イヴの目覚め」
- 第二話「脳死判定」
- 第三話「選ばれた男」
- 第四話「適合者」
- 第五話「永遠の命」
- 第六話「心臓停止」
- 第七話「腎臓摘出」
- 第八話「予感」
- 第九話「遠い記憶」
- 第十話「移植成功」
- 第十一話「細胞、EVE」
- 第十二話「恐怖の足音」
- 第十三話「悪夢」
- 第十四話「増殖する魔女」
- 第十五話「共生」
- 第十六話「忍びよる影」
- 第十七話「狂気の愛」
- 第十八話「恐るべき進化」
- 第十九話「あやつり人形」
- 第二十話「宿主殺害」
- 第二十一話「異常な細胞」
- 第二十二話「ミトコンドリアの罠」
- 第二十三話「襲われた女」
- 第二十四話「奇妙な変化」
- 第二十五話「冬の嵐」
- 第二十六話「動く内臓」
- 第二十七話「新しい女王」
- 第二十八話「解放の日」
- 第二十九話「恐るべき演説」
- 第三十話「最終進化」
- 第三十一話「イヴの時代へ」
- 第三十二話「受精卵」
- 第三十三話「狙われた娘」
- 第三十四話「地下暴走」
- 第三十五話「少女の受難」
- 第三十六話「繁栄への野望」
- 第三十七話「処女懐胎」
- 第三十八話「誕生」
- 第三十九話「イヴの誤算」
- 第四十話「消滅」
- 第四十一話「親と子」
- 第四十二話「最期の賭け」
- 第四十三話「終結」
- 第四十四話「果てしない夢」